# Freesia caryophyllacea
Freesia caryophyllacea är en irisväxtart som först beskrevs av Nicolaas Laurens Nicolaus Laurent Burman, och fick sitt nu gällande namn av Nicholas Edward Brown. Freesia caryophyllacea ingår i släktet Freesia och familjen irisväxter. Inga underarter finns listade i Catalogue of Life.